# Константинів (Люблінське воєводство)
Константинів (Константинув, пол. Konstantynów) — село в Польщі, у гміні Константинів Більського повіту Люблінського воєводства. Населення — 1519 осіб (2011).

## Історія
У XV столітті, за даними Івана Крип'якевича (1576 року за Іваном Огієнком), вперше згадується православна церква в селі.
За даними етнографічної експедиції 1869—1870 років під керівництвом Павла Чубинського, у місті переважно проживали римо-католики, меншою мірою — греко-католики, які здебільшого розмовляли українською мовою.
У 1872 році місцева греко-католицька парафія налічувала 2078 вірян. Константинів був тоді центром деканату греко-католицької церкви.
У 1938 році польська влада в рамках великої акції руйнування українських храмів на Холмщині і Підляшші перетворила місцеву православну церкву XIX століття на школу.
За німецької окупації під час Другої світової війни у селі діяла українська школа.
Українські мешканці села не було зазнали депортації 1947 року, тому що, як припускає дослідник Богдан Гук, місцеве населення було примусово навернене з православ'я до римо-католицизму.
У 1975—1998 роках село належало до Білопідляського воєводства.

## Населення
Демографічна структура станом на 31 березня 2011 року:
|          | Загалом | Допрацездатний вік | Працездатний вік | Постпрацездатний вік |
| -------- | ------- | ------------------ | ---------------- | -------------------- |
| Чоловіки | 736     | 156                | 517              | 63                   |
| Жінки    | 783     | 157                | 469              | 157                  |
| Разом    | 1519    | 313                | 986              | 220                  |